# Linduška lesní
Linduška lesní (Anthus trivialis) je malý pěvec z čeledi konipasovitých.

## Taxonomie
U lindušky lesní se rozlišují 2 poddruhy.
- A. t. trivialis – linduška lesní evropská obývá celou Evropu a západní Sibiř.
- A. t. haringtoni – linduška lesní turkestánská žije ve střední Asii jižně po Afghánistán.[2]

## Popis
- Délka těla: 16 cm
- Rozpětí křídel: 25–27 cm
- Hmotnost: 24 g

Svrchu je šedohnědá s olivovým nádechem a černými čárkami, zespodu bílá s teple žlutavou, hustě černě čárkovanou hrudí. Končetiny má růžové. Obě pohlaví jsou zbarvena stejně. Od velice podobné lindušky luční se liší hlavně následujícími znaky: o něco silnějším zobákem, výraznější kresbou hlavy, nápadnějším kontrastem mezi teple žlutavou hrudí a bílým břichem, tenkými čárkami na bocích (u lindušky luční stejně silné jako čárky na hrudi), růžovým kořenem zobáku a krátkým zahnutým zadním drápem.

## Hlas

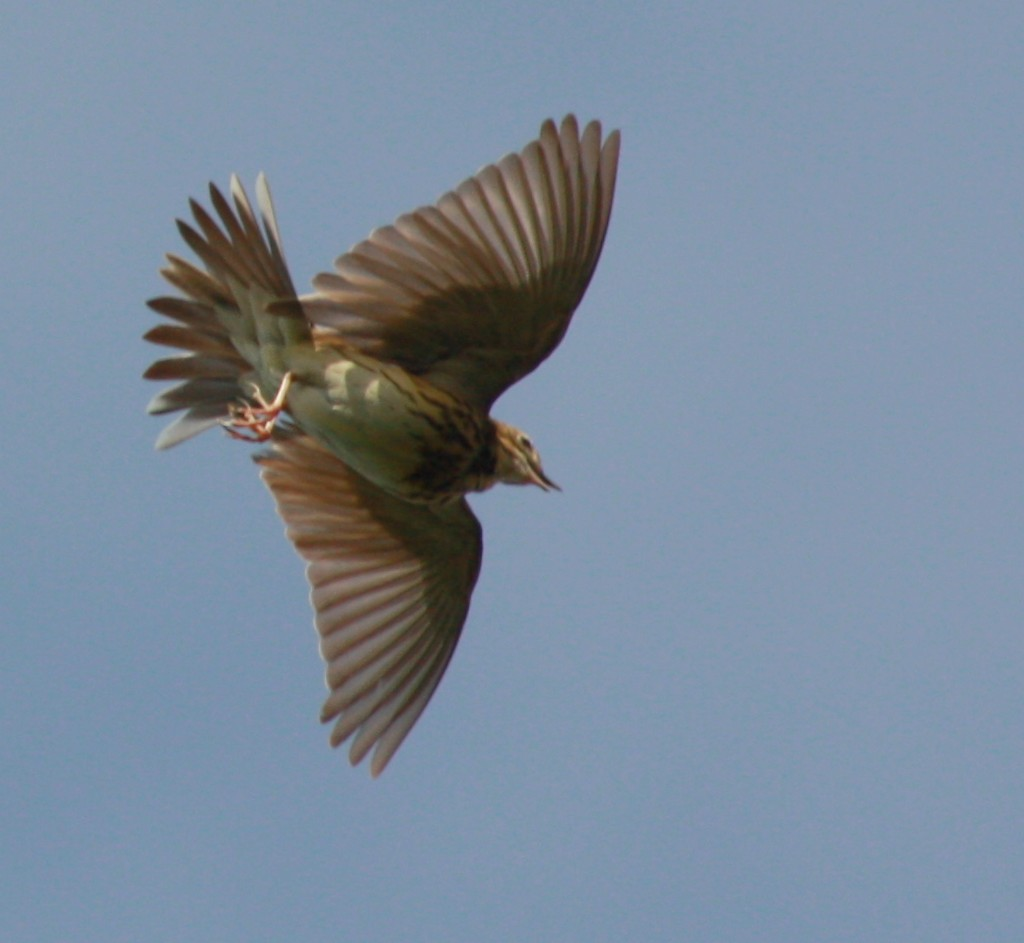
Zpívající samec lindušky lesní v letu

Vábí drsným „psip“. Při zvučném zpěvu složeném z několika odlišných hlasitých trylků vzlétá z vrcholu stromu, stoupá do výše, a poté s šikmo nahoru rozevřeným ocasem a volně visícíma nohama padá na jiný strom.

## Rozšíření
Má palearktický typ rozšíření. V Evropě areál sahá od severního Španělska, jižní Itálie a Řecka až po Skandinávii, v Asii od severu Malé Asie přes západní Sibiř východně až po Bajkal a Jakutsk. Přísně tažný druh, zimující v tropické Africe a Indii, s hlavními zimovišti na území západní a východní Afriky. Evropská populace je odhadována na 27–42 milionů párů a v posledních letech vykazuje mírně klesající trend.

## Výskyt v Česku
V Česku hnízdí na většině území od nížin až po subalpínský stupeň hor (nejvýše na Sněžce do 1500 m n. m.). Její stavy pomalu klesají; v letech 1985–89 byla celková početnost odhadnuta na 500 000–1 000 000 párů, v období let 2001–03 na 450 000–900 000 párů.
Přílet na území Česka probíhá od poloviny března do konce dubna, odlet od srpna do září.

## Prostředí
Hnízdí ve světlých lesích, na jejich okrajích, mýtinách, pasekách, v polních lesících i v otevřené krajině s rozptýlenými stromy a keři.

## Potrava
V potravě převládá hmyz, hlavně motýli a dvoukřídlí, a dále jiní bezobratlí, včetně pavouků a drobných měkkýšů. Na jaře a na podzim jsou v potravě zastoupena také semena a plody rostlin. Potravu hledá na zemi nebo v nízké vegetaci, někdy též na stromech (na rozdíl od podobné lindušky luční).

## Hnízdění

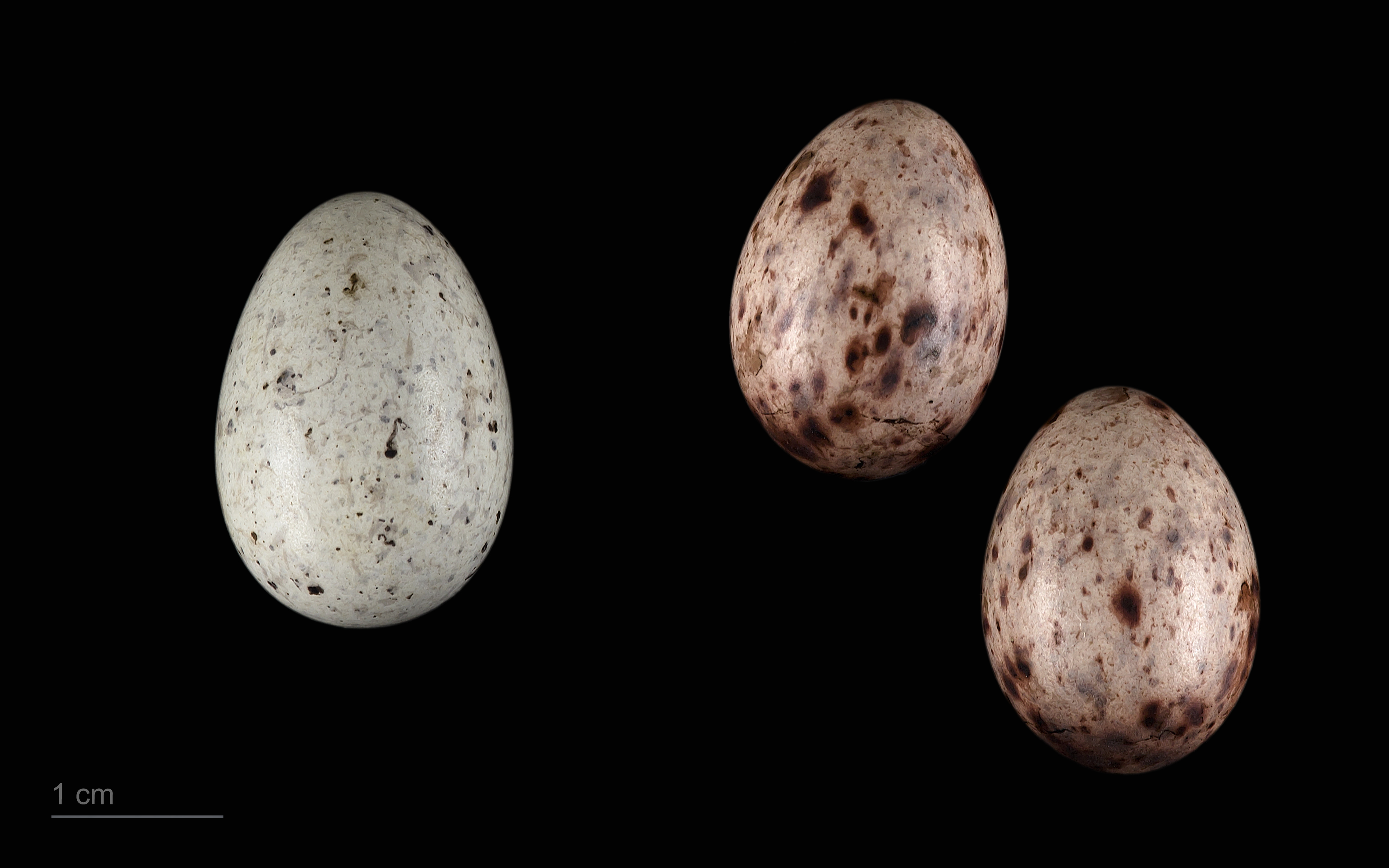
Cuculus canorus canorus + Anthus trivialis

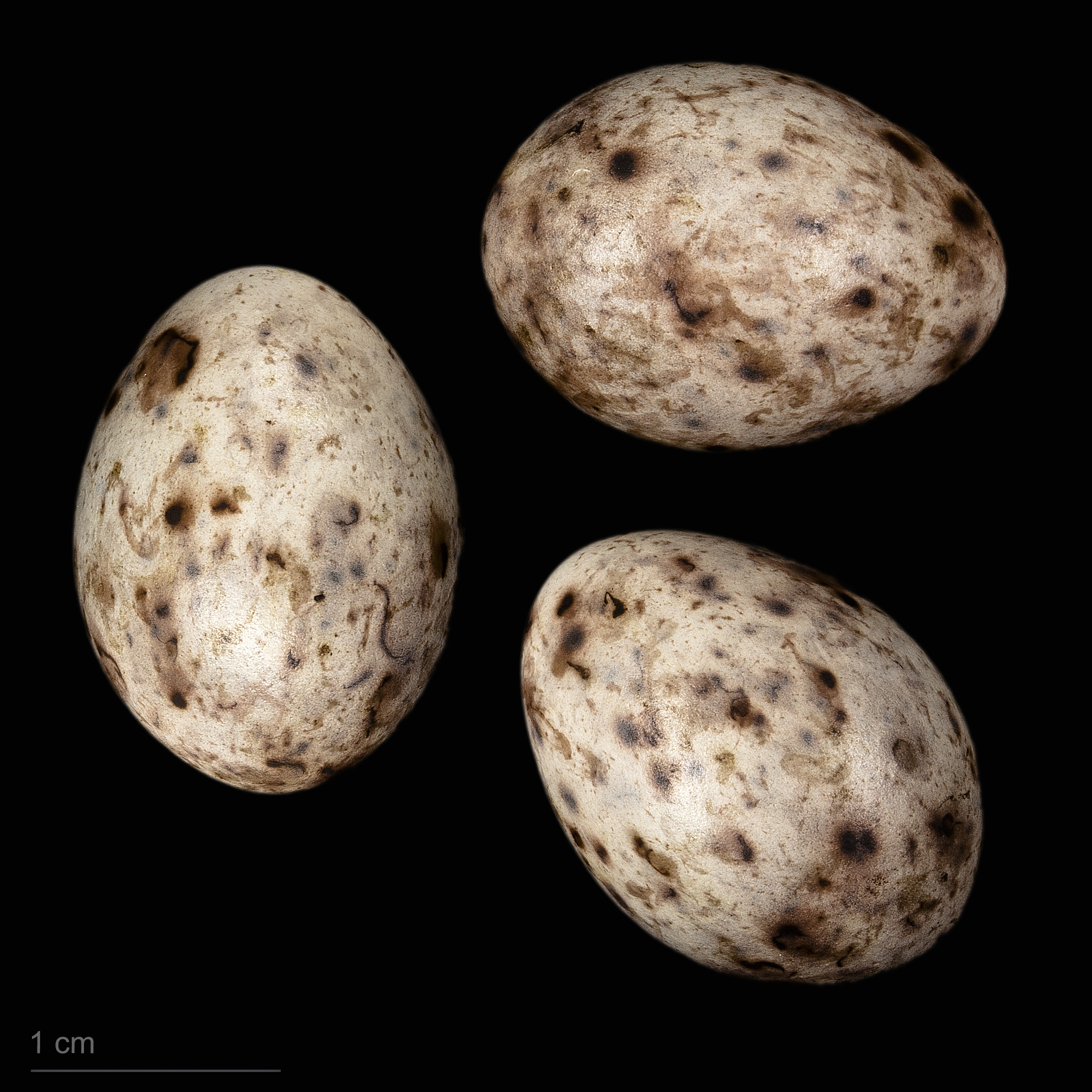
Anthus trivialis trivialis

Hnízdí jednotlivě, monogamně. Na hnízdiště se jako první vracejí víceletí samci, následovaní víceletými samicemi a jednoročními samci. Samci vykazují značnou míru věrnosti k hnízdišti; podle studií se do stejného teritoria vrací 70–79 % samců, přičemž ostatní hnízdí ve vzdálenosti do 1300 m. Hnízdo staví samotná samice, je dobře skryto na zemi, často na svahu, u drnu apod. Postaveno je ze suchých trav, mechu, kořínků a listí a vystláno jemným rostlinným materiálem. Hnízdo má stříšku, takže není seshora vidět. Hnízdí většinou 2×, vzácně i 3× ročně od května do července. Úplná snůška čítá nejčastěji 5, řidčeji 4 nebo 6 variabilně zbarvených, tmavě skvrnitých vajec o rozměrech 20,4 × 15,4 mm. Inkubace trvá 12–14 dnů, sedí samotná samice. O mláďata, která hnízdo opouštějí ve věku 10–12 dnů, pečují oba rodiče. Pohlavně dospívají kolem 1. roku života.
Z 52 československých hnízd byla mláďata úspěšně vyvedena ze 73 % hnízd, zbylých 27 % bylo zničeno. Hnízdní parazitismus ze strany kukačky obecné byl v Evropě z 380 snůšek zaznamenán u 7,5 % hnízd, z 52 československých hnízd pak ve 2 hnízdech.